# 冨田溪仙

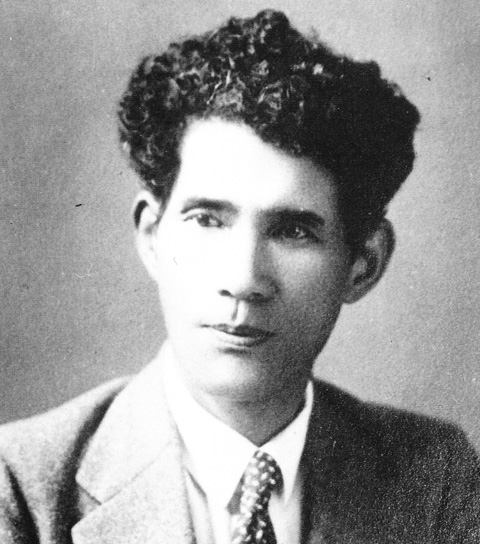
富田渓仙肖像

冨田 溪仙（とみた けいせん、1879年12月9日 - 1936年7月6日）は、明治から昭和初期に活躍した日本画家。初め狩野派、四条派に学んだが、それに飽きたらず、仏画、禅画、南画、更には西洋の表現主義を取り入れ、デフォルメの効いた自在で奔放な作風を開いた。

## 略歴

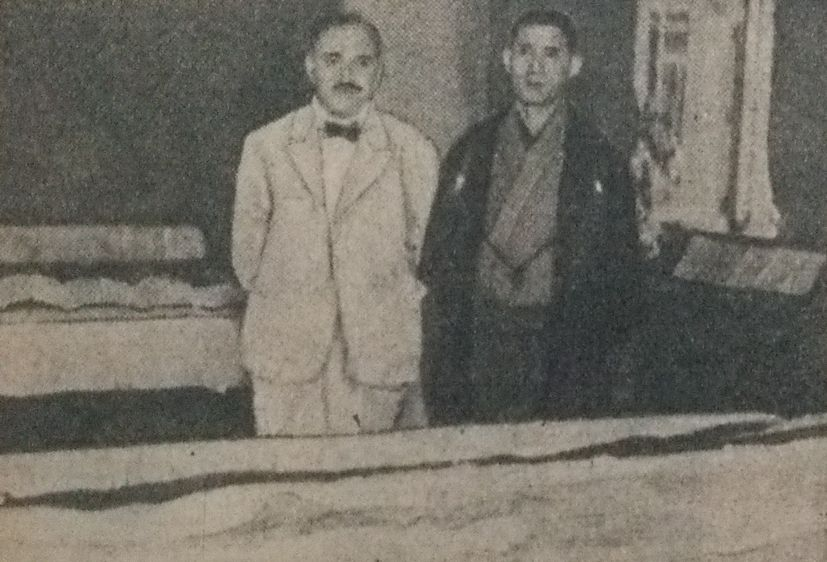
1921年のポール・クローデルと冨田

福岡県博多に生まれる。本名は鎮五郎（しげごろう）。字は隆鎮。別号に雪仙、渓山人など。冨田家はかつて福岡藩の御用を務め、渓仙が生まれた頃は麹屋町（現在の博多区川端）で素麺製造業を営んでいた。福岡藩御用絵師だった衣笠守正（探谷）に狩野派を学んだ後、京都に出て四条派の都路華香に師事。のち仙厓義梵、富岡鉄斎に傾倒。各地を旅し幅広い研鑽を積む。横山大観にみとめられ、1915年（大正4年）日本美術院同人。
1935年（昭和10年）帝国美術院の改革に伴い会員となる。
駐日フランス大使であった詩人のポール・クローデルや俳人河東碧梧桐との交遊も知られている。
また、横山大観とも昵懇であり、1936年（昭和11年）に入り、横山が帝国美術院改革に異を唱えると一緒に美術院会員を辞した。一方で、京都の画壇関係者とは全く交友は無く、門弟も居なかったため孤高の偉才と評されていた。
1936年（昭和11年）7月6日、京都府右京区の自宅で脳溢血で倒れ、そのまま死去。遺族は夫人のみで翌7日には密葬が、同月11日には大雲院で告別式が行われた。墓所は右京区二尊院。

## 主な作品

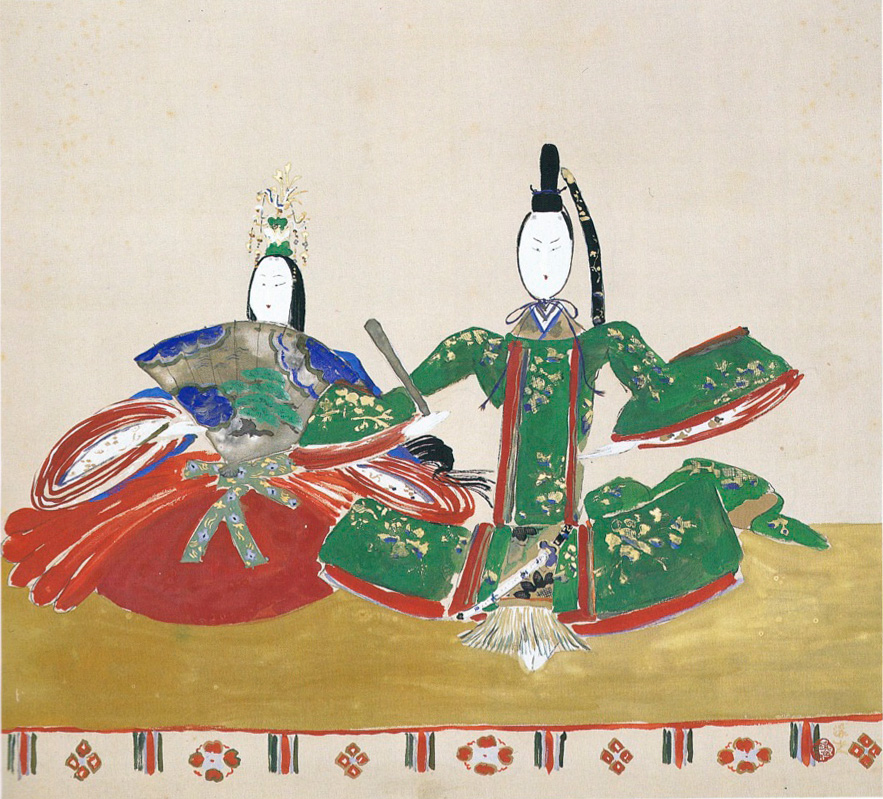
渓仙筆 享保雛 1932年

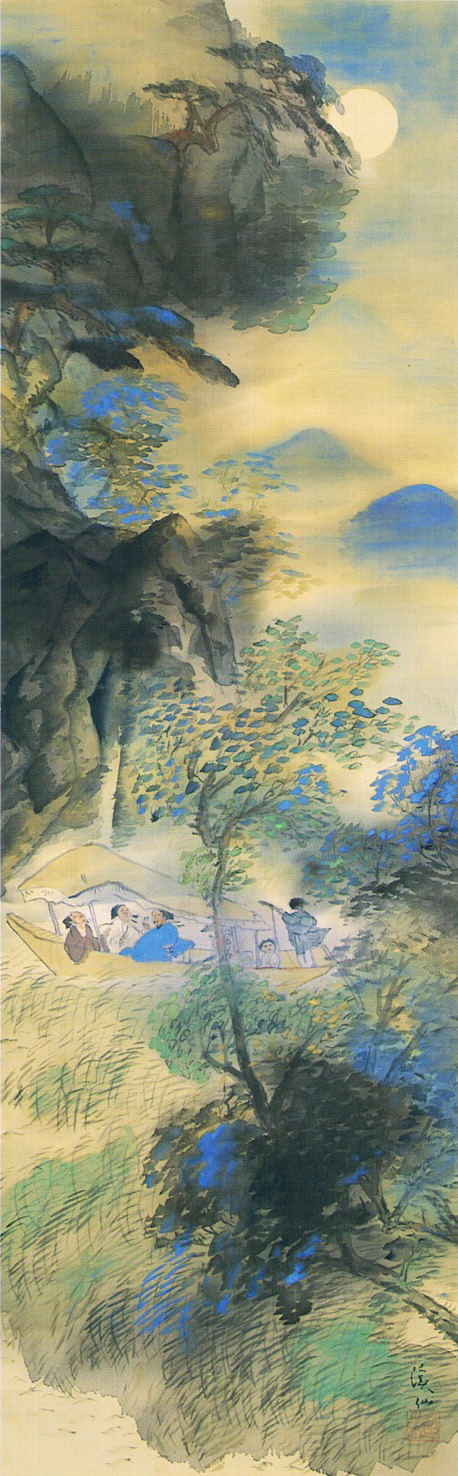
渓仙筆 前赤壁図 1921年

| 作品名                                   | 技法     | 形状・員数 | 寸法（縦x横cm）   | 所有者               | 年代                 | 出品展覧会       | 落款・印章                  | 備考 |
| ---------------------------------------- | -------- | ---------- | ----------------- | -------------------- | -------------------- | ---------------- | --------------------------- | --- |
| 雲龍図                                   | 紙本墨画 | 1幅        |                   | 聖福寺               |                      |                  | 款記「渓仙画」/「燕巣樓」印 | 同寺山門階上の天井画                                                                                             |
| 渓山帰樵図                               | 絹本著色 | 1幅        | 216.6x86.7        | ウッドワン美術館     | 1903年（明治36年）頃 |                  | 款記「溪仙」                | |
| 鵜船                                     | 紙本著色 | 1幅        | 199.0×77.0        | 京都国立近代美術館   | 1912年（明治45年）   | 第6回文展        |                             | |
| 宇治川の巻                               | 絹本著色 | 全4巻      |                   |                      | 1915年（大正4年）    | 再興第2回院展    |                             | 現在「宇治橋」「伏見」の巻は京都市美術館蔵、「木幡」の巻は滋賀県立近代美術館蔵、「天之瀬（？）」の巻は所在不明。 |
| 風神雷神                                 | 絹本著色 | 四曲一双   |                   | 高島屋史料館         | 1917年（大正6年）    | 再興第4回院展    |                             | |
| 淀                                       | 絹本著色 | 六曲一双   | 171.6x374.4（各） | 富山県水墨美術館     | 1917年（大正6年）    |                  |                             | |
| 《嵯峨八景》のうち「愛宕暮雪・浜町夕照」 | 絹本著色 | 六曲一双   | 167.0x273.6（各） | 京都国立近代美術館   | 1919年（大正8年）    | 再興第6回院展    |                             | 本来は六曲八隻屏風の大作だが、他の六隻は所在不明。                                                               |
| 嵐山の春                                 | 絹本著色 | 六曲一双   | 166.1x374.8（各） | 山種美術館           | 1919年（大正8年）頃  |                  |                             | |
| 麒麟鳳凰                                 | 絹本著色 | 六曲一双   |                   | 櫛田神社             | 1924年（大正13年）   |                  |                             | |
| 淀城                                     | 絹本著色 | 1幅        | 105.5x88.6        | 西宮市大谷記念美術館 | 1931年（昭和6年）頃  | 米国日本画展覧会 |                             | |
| 御室の桜                                 | 絹本着色 | 二曲二双   | 各168.1×184.6     | 福岡市美術館         | 1933年（昭和8年）    | 第20回院展       |                             | |
| 伝書鳩                                   | 絹本着色 | 二曲一双   |                   | 京都市美術館         | 1934年（昭和9年）    | 第21回院展       |                             | |
| 万葉春秋                                 | 絹本著色 | 二曲二双   | 各171.3×185.3     | 京都国立近代美術館   | 1936年（昭和11年）   | 改組第1回帝展    |                             | |

## 家族
祖父の富田久右衛門は文政天保の頃博多で素麺屋を営み、面倒見のよいことから「素久さん」と呼ばれ親しまれていた。川端町の櫛田神社には「奉納　博多麹屋番　四拾六貫目　富田久右衛門持之　文政十三年五月」と刻まれた184kgの力石（県の有形文化財）が遺る。先祖は糸島郡怡土村の高祖城主原田氏の家臣富田備前守だというのが、日ごろの自慢だった。久右衛門の子・富田徳次郎は菊渕と号して印判屋石鼓堂を営み、印章篆刻の名人として知られた。